# Liste des épisodes de Cobra (1982)
Cette page présente la liste des épisodes de la série Cobra (1982).

## Épisode 1:Le réveil
- Titre original : Résurrection / Le Psychogun ! — 復活!サイコガン Fukkatsu ! Psychogun
- Résumé : Au 24ème siècle, Johnson se rend un dimanche dans la maison des rêves pour passer le temps. Il rêve alors qu'il est Cobra, un aventurier invincible grâce à son rayon Delta, installé dans son bras gauche, et qui se bat contre les pirates de l'espace. Après cette expérience, Johnson décide d'aller dans un casino et, pour s'amuser, se fait passer pour « Cobra ». Là, il va rencontrer l'adversaire qu'il avait combattu dans son rêve. Peu après, mis en difficulté et face à un danger de mort imminent, il déclenche subconsciemment son rayon Delta et se rend compte qu'il est effectivement Cobra. Il élimine son ennemi Long John avec l'aide d'Armanoïde, sa fidèle alliée, cachée dans son robot domestique.

## Épisode 2:Zahora
- Titre original : Le Mystérieux Zigoba — 奇怪!ジゴバ Kikai ! Jigoba
- Résumé : Réparant un vieux vaisseau dans un hangar, Cobra et Armanoïde secourent une jeune fille, Vicky, poursuivie par des pirates. Cobra rate cependant l’un des assaillants lors d’un de ses tirs, ce qui le pousse à aller s’entraîner un peu. Mais pendant cette séance, Armanoïde surprend Vicky en train de filmer Cobra. Ils apprennent alors qu’elle a été obligée pour sauver sa sœur retenue prisonnière par Zahora, un marchand d’esclaves. Il va également reproduire le rayon delta de Cobra, chose désormais possible grâce à la vidéo transmise en direct par Vicky. Cobra part alors l'affronter en vaisseau dans les monts du diable, mais Zahora peut changer sa structure moléculaire et passer à travers les murs. Cobra fait une démonstration de son rayon Delta contre les troupes de Zahora. Armanoïde libère les prisonnières tandis que Cobra élimine finalement Zahora.

## Arc « Le trésor du capitaine Nelson »

### Épisode 3:L'Homme de verre
- Titre original : L'Ennemi juré / Cristal Boy — 宿敵!　クリスタルボーイ Shukuteki ! Cristal Boy
- Résumé : A peine arrivé sur la planète Zagat, Cobra fait la connaissance de Jane, une chasseuse de primes, qu’il recroisera un peu plus tard sur sa propre tombe. Soudainement cernés par la bande de pirates du terrible Homme de Verre qui en a après Jane. Cobra se sert alors de son rayon delta et la jeune femme en profite pour s'échapper. Ils parviennent ensuite à s’enfuir à bord du Psychoroïd, formidable vaisseau modulable qui était caché sous la tombe de Cobra. Jane lui révèle peu après qu’elle est l’une des 3 filles du capitaine Nelson, tué 20 ans auparavant, et que ce dernier avait caché un fabuleux trésor que seuls les tatouages qu’elle et ses 2 demi-sœurs ont dans le dos permettent de découvrir. Jane lui demande d'aller sur Talag où se trouve une de ses demi-sœurs.

### Épisode 4:L'Évasion
- Titre original : Évasion / Le Pénitencier de Cido ! —　脱走!!　シド刑務所 Dassô !! Sid keimusho
- Résumé : Cobra et Jane se rendent sur la planète Talag afin de retrouver Catherine, une institutrice. Mais sur place, ils apprennent qu’elle a été emprisonnée dans la terrible prison volante. Aidé par Jane, Cobra se fait arrêter et infiltre le bâtiment pénitencier. Pendant ce temps, Jane est capturée par l’Homme de Verre. Celui-ci se rend ensuite dans la prison volante afin d’y rencontrer le directeur de la prison, le colonel Schultz, membre également des Pirates de l’Espace. Schultz veut également récupérer les 3 tatouages des filles de Nelson, il menace l’Homme de Verre. Cobra s'est fait repérer et Schultz essaye plusieurs fois de le tuer sans succès. Finalement Cobra arrive à libérer Catherine et s'échapper de la prison. Après son échec et condamné par le comité directeur des pirates de l'espace, le colonel Schultz est exécuté par l'Homme de verre.

### Épisode 5:Le Piège
- Titre original : Mystère / Qui est le puissant sniper ? —　謎!　強敵スナイパーは? Nazo ! Kyôteki sniper wa ?
- Résumé : Cobra et Catherine ont réussi à s’enfuir de la prison de Talag, mais un sniper, envoyé par l’Homme de Verre, les prend tout de suite en chasse à distance. Il détruit d'abord leur engin volant puis une longue chasse commence à travers le désert et les ruines d’une vieille ville. Catherine sera sérieusement blessée, obligeant Cobra à affronter son mystérieux adversaire qui n'est autre que Jane. Abasourdi, Cobra l’assomme avec son rayon avant qu'elle ne le tue.

### Épisode 6:Le Voleur de cerveaux
- Titre original : L'Identité du magicien —　魔術師の正体!! Majutsushi no shôtai !!
- Résumé : Jane se réveille toujours sous influence. Par une astuce, Cobra découvre qu'elle est hypnotisée et la ramène inconsciente au Psychoroïd. L'Homme de Verre a en fait utilisé les services de Tarbeige, l'homme-plante qui peut contrôler ses victimes en leur implantant une graine qui se développe dans leur cerveau. Mais cette technique se termine toujours par la mort de ces dernières. Tarbeige décide de se trouver de nouvelles victimes dans un cabaret aidé par « Donneur » l'informateur. Celui-ci informe également Cobra. Les deux sont poursuivis par des centaines de victimes de l'homme-plante mais Cobra s'en débarrasse. Finalement Catherine se sacrifie pour que Jane survive.

### Épisode 7:La Vengeance
- Titre original : La Vengeance de Jane —　ジェーンの仇! Jane no kataki !
- Résumé : L'Homme de verre réclame la tête de Cobra à Tarbeige. Jane ne pense plus qu'à une seule chose : venger sa sœur. Sur la tombe de Catherine, Cobra, Jane, « Donneur » et Armanoïde sont attaqués directement par l'Homme-plante qui est à deux doigt de les achever mais le soleil le déshydrate. Cobra prépare un piège pour tuer l’Homme-Plante, mais il échoue dans un premier temps : Tarbeige est protégé par 3 petits satellites autour de lui qui renvoient tous les projectiles et les rayons. Cobra trouve une parade et le coupe en deux avec son rayon Delta. Pendant ce temps, Jane se bat en duel avec l'Homme de Verre mais elle découvre trop tard son invulnérabilité. Cobra retrouve Jane morte et sur sa tombe, décide d'aller tuer son assassin.

### Épisode 8:Le Duel
- Titre original : Combat Fatal / Cobra contre Boy —　激闘!　コブラ対ボーイ Gekitô ! Cobra tai Boy
- Résumé : Après avoir éliminé l’armée de l’Homme de Verre, Cobra se retrouve enfin face à lui. Dans la base des pirates de l'espace, le combat final s’engage entre les deux adversaires de toujours. Le rayon Delta ne faisant aucun effet sur l'Homme de Verre, Cobra utilise son pistolet avec des balles en titanium. Et finalement son bras artificiel brise le corps en verre fragilisé par les balles.

### Épisode 9:Les Créatures des neiges
- Titre original : Les voilà snow gorilla / Les Femmes pirates —　出現!!　盗賊スノウ・ゴリラ Shutsugen !! Tôzoku Snow-Gorilla
- Résumé : Dans un rêve, Jane et Catherine demande à Cobra de retrouver leur sœur Dominique, la troisième fille du capitaine Nelson. Madow, la diseuse de bonne aventure, dévoile qu’elle fait partie d’un groupe de pirates, les créatures des neiges, sur la planète Balus. Cobra y se fait  passer pour Tom le balafré, un agent des pirates de l’espace qui devait rencontrer Sandra, la chef des créatures des neiges, pour lui remettre un micro-film. Il finit par retrouver Dominique, mais grâce au micro-film Sandra découvre que cette dernière fait partie de la police de l'espace. Cobra et Dominique se mettent à combattre les créatures des neiges.

### Épisode 10:La Solution
- Titre original : Le Secret du tatouage —　イレズミの秘密 Irezumi no himitsu
- Résumé : Cobra et Dominique parviennent à s’enfuir de la base des Créatures des Neiges et rejoignent le Psychoroïd. Cobra peut alors décoder, avec l'aide de son super-ordinateur, la carte de Nelson grâce au troisième tatouage que possède Dominique. C’est sur la planète Zados que se trouverait caché l'arme absolue, le trésor du capitaine Nelson. Mais les pirates de l'espace sont toujours à leurs trousses. Armanoïde les sème puis le Psychoroïd rejoint Zados.

### Épisode 11:Le Triomphe de Sandra
- Titre original : La Planète de sable : Zados —　砂の惑星ザドス Suna no wakusei Zados
- Résumé : Arrivé sur la planète Zados, Cobra poursuit Sandra qui grâce à un mouchard que Dominique portait a son insu, est finalement arrivée la première dans une pyramide perdue en plein milieu d’un désert où serait dissimulé le fameux trésor de Nelson. Malgré les tirs de barrage des créatures des neiges, Cobra entre à son tour. Sandra tente de le piéger dans le labyrinthe de la pyramide à plusieurs reprises, mais sans succès. Après avoir éliminé le gardien des lieux, Cobra arrive le premier au trésor et propose de le partager. Sandra sachant exactement ce qu’il en est, se contente de prendre un simple objet, un œil, qui s’avère être l’Arme Suprême.

### Épisode 12:L'Arme suprême
- Titre original : Elle est terrifiante / L'Arme finale —　恐るべし　最終兵器 Osorubeshi saishû heiki
- Résumé : l’Arme Suprême est une arme redoutable qui change d'aspect et s'adapte en fonction de son adversaire, conçue par une ancienne civilisation de Mars. Devenue toute puissante et invincible, Sandra se retourne contre ses alliés, puis décide d’affronter Cobra. L'arme se change successivement en épée, fusil laser, char d'assaut. Mais Cobra trouve le point faible de l'arme ultime. Il la neutralise et élimine Sandra par la même occasion.

## Épisode 13:La Roulette de la mort
- Titre original : 死のルーレット Shi no roulette
- Résumé : Cobra et Armanoïde se rendent dans un casino spatial, Las Vegas, afin d’y récupérer une cargaison d’or volée par Joe Hammerbolt, le propriétaire des lieux. Notre héros aide une jeune serveuse maltraitée par quelques clients et utilisant son rayon Delta pour se défendre, Cobra est démasqué. Armanoïde, en fouillant les hangars et en retrouvant le vaisseau chargé d'or, se fait capturer par les gants volants d'Hammerbolt. Cobra passe à l'attaque, tombe dans une roulette géante puis fait fuir Hammerbolt. Il tombe sur l'or volé mais il est mis en difficulté par les gants volants. La serveuse annule la gravité ce qui rend inutiles les gants, Cobra peut alors tranquillement tirer sur Hammerbolt qui meurt dans l'espace. La serveuse reconnait être de la police intersidérale et Cobra a juste le temps de partir.

## Épisode 14:Un très mauvais génie
- Titre original : Le Grand Roi du mal Galtan —　大魔王ガルタン Daimaô Galtan
- Résumé : En voulant protéger la belle Anita, Cobra et Armanoïde sont faits prisonniers au palais de Galtan, une sorte de génie rigolard gigantesque qui aime prendre du bon temps par-dessus tout. Amusé par la vitalité de son prisonnier, Galtan propose à Cobra de s’associer à lui, ce que refuse ce dernier, préférant récupérer son vaisseau et Armanoïde. Hélas, tous deux sont statufiés dans une salle spéciale, ainsi que des dizaines d’autres personnes. Anita apprend alors à Cobra que le seul moyen de les libérer est de réussir à enfermer Galtan dans une fiole cachée quelque part dans le palais. Après un combat avec Galtan, Cobra la retrouve, y enferme le génie et jette la fiole dans l'espace.

## Épisode 15:Une vieille promesse
- Titre original : L'Ami du cristal du dragon —　竜水晶の友よ! Ryûzuishô no tomo yo !
- Résumé : Cobra décide d’aller rendre visite à un vieil ami, Torno, sur la planète Vega. Quelques années auparavant, Torno avait aidé Cobra à échapper aux Pirates de l’Espace et ils s’étaient alors promis de prendre un verre de Tartalos ensemble lors de leur prochaine rencontre. Mais à présent Cobra découvre une planète ravagée par les Pirates, et retrouve son ami assez affaibli. Afin de redonner du courage à son peuple, Torno souhaite récupérer le Dragon de Cristal, un énorme joyau source d'énergie gardé dans un musée hautement surveillé sur la planète Bulla. Avec Torno, Cobra s'infiltre dans le musée en se faisant passer pour un expert en arts. La nuit des éclairs artificiels entourent le musée qui devient complètement isolé. Torno devenu trop faible, Cobra passe à l'action seul et récupère le Dragon de Cristal. Il saute ensuite de la tour du musée et est récupéré en vol par Torno qui, libéré de son armure, a déployé ses ailes.

## Arc « Rug-ball »

### Épisode 16:Un sport dangereux
- Titre original : En enfer / Rug-ball ! —　地獄へ!　ラグボール Jigoku e ! Rugball
- Résumé : Dominique sollicite Cobra pour devenir joueur de Rug-ball afin de découvrir les secrets d’apports d’argent sale. Le Rug-Ball est un jeu de combat qui combine le football américain et le baseball. Sur la planète Relu, en tant que Joe Gillian, sous le matricule 303, Cobra est recruté dans l’équipe C. Ses aptitudes au combat impressionnent vite M. Rand, le manager, qui le fait intégrer l’équipe première, les Saxons rouges… Là, il trouve que les joueurs jouent plutôt mal. Lors d’une altercation entre Cobra et un autre joueur, Gelt, qui harcèle une jeune pom-pom girl, le capitaine Dan Bran l’avertit de ne pas se faire d'ennemis au sein de l’équipe.

### Épisode 17:Les Affreux
- Titre original : L'Équipe des vauriens —　ならず者チーム Narazumono team
- Résumé : Cobra secourt à nouveau la pom-pom girl, Miranda, de Gelt, et il lui demande de lui procurer quelque chose – les plans du stade. Cobra trouve une zone restreinte, le district 21, et soupçonne que c'est là où les drogues sont stockées. Les joueurs de l'équipe C s'entraînent contre l'équipe 1re, dans l'espoir salutaire de rejoindre celle-ci, qui les utilise comme jouets d'entraînement. À la proposition de Rand, Cobra a alors la possibilité de choisir des joueurs de seconde division pour jouer contre l'équipe 1re. Il choisit l'équipe Z, réputée être une engeance de vils meurtriers, et ne comptant que six membres ; groupe dirigé par l'ex-bandit Zac Simon – lui et Cobra sont de vieux amis. Enfin, Zac convainc ses acolytes de jouer avec Cobra.

### Épisode 18:La partie commence
- Titre original : Death game / À 0078 h —　デスゲーム!　0078時 Death Game ! 0078ji
- Résumé : Cobra et l'équipe Z se préparent pour le grand match. Le jeu commence bien pour l'équipe Z en défense, qui cible les points faibles des joueurs de la division 1. Mais lorsque l'équipe Z arrive à l'attaque, la Division 1 se met à jouer brutalement et Geck, l’un des trois frères de l’équipe, est mortellement blessé. Cependant, Cobra attaque à nouveau et réussit à égaliser, mettant l'effectif de l’équipe adverse à six (après avoir éliminé Gelt).

### Épisode 19:Une belle
- Titre original : Aurons-nous le home-run de la victoire ? —　なるか!?　逆転ホームラン Naruka ! ? Gyakuten Home run
- Résumé : La deuxième manche du match de Rug-Ball commence. Ne voulant pas que l’équipe première soit battue – ce qui reviendrait à de la mauvaise publicité –, Rand offre de l’argent à Joe Gillian (Cobra) pour perdre la partie. Furieux de voir cependant qu’il veut remporter la rencontre, il ordonne à son équipe – via leur capitaine – de se débarrasser de Joe. Pris en tenaille, Cobra feint d'être blessé à dessein : s'extirpant de l'infirmerie, il cherche les indices de leur trafic de drogue (dont la cache des stupéfiants). Durant ce laps et en son absence, l'équipe Z se débat et l'équipe 1re marque deux courses complètes. En téléchargeant les détails probants du procédé criminel, Cobra est enregistré par des caméras de surveillance. De retour sur le terrain, il aide ses coéquipiers et ensemble ils reprennent la main sur le jeu. Apprenant son véritable objectif, Rand poste désormais des tireurs d'élite aux sorties. Après qu'il a placé les données dans un palet, Cobra le frappe pour l'envoyer hors du stade où Dominique le récupère, fournissant ainsi à la Patrouille Galactique les preuves pour intervenir. Ce home-run signe la victoire de l'équipe Z ; sa mission pour la police de l'espace s'achève là.

## Arc « Zados »

### Épisode 20:La Mer de sable
- Titre original : Combat Mortel / La Terrible Mer de sable —　死闘!　砂の海の恐怖 Shitô ! Suna no umi no kyôfu
- Résumé : Cobra se pose sur une planète dont la surface est composée d'une mer de sable et contrôlée par les terribles Sodès. Un vieux Sodès est jeté d'un bar pour avoir chanté continuellement une chanson triste sur leur passé glorieux. Après avoir visité la mer de sable, Cobra et Armanoïde retournent dans la ville et la trouvent déserte. Des gens ont été tués par des épées et le Psychoroïd a été endommagé. Armanoïde est attaquée par les armures indestructibles des Sodès, mais quand Cobra casse une épée, son armure se désintègre. En effet, les Sodès sont des épées vivantes et leurs armures sont vides. Cobra conduit certains des survivants des colons à l'abri dans la mer de sable pour chercher une solution. Parmi eux, le vieux Sodès raconte l'histoire de l'invasion où les habitants d'origine pacifiques ont été dépossédés de leurs terres par les colons jusqu'à ce que leur chef, Babel, se batte avec des armes si puissantes qu'elles ont transformé les Sodès en tyrans. Ils sont de nouveau attaqués par les Sodès et Armanoïde est capturée. Cobra profite de la mer de sable et les bat en sauvant Armanoïde.

### Épisode 21:Un roi de trop
- Titre original : Les Deux Rois de Sword —　二人のソード王 Futari no Sword ô
- Résumé : Cobra et Armanoïde créent une distraction pour les Sodès dans la mer de sable afin que les colons puissent s'échapper. Cependant, la base secrète des Sodès sort de sable et ils sont tous deux capturés. Cobra s'échappe de sa cellule, trouve un passage caché et découvre l'ancien roi Sodès Jeek. Il lui explique que les Sodès se nourrissaient autrefois de l'énergie des animaux, mais Babel utilise maintenant les humains à la place. Cobra libère le roi Jeek et, habillé de son armure, défie Babel en duel. Pendant le combat, Cobra découvre que Babel utilise une armure robotisée pour amplifier ses pouvoirs psychiques. Cobra utilise ses propres sens pour le vaincre, rétablissant le roi Jeek sur le trône et permettant aux colons de rester sans crainte.

## Épisode 22:Les Zombos
- Titre original : Les Visiteurs du sous-sol —　地底の客 Chitei no kyaku
- Résumé : Cobra se rend sur la planète Rafus pour rendre visite à son vieil ami, Vigoro, qui a construit son vaisseau il y a 15 ans. En allant chez Vigoro, il est attaqué par des engins de la guilde des pirates. Il y trouve Ferraillus le robot qui lui montre une vidéo réalisée par Vigoro avant sa mort au sujet de la prise de contrôle des mines locales par la guilde des pirates et de l’enlèvement de sa petite-fille Yoko. Ferraillus l'emmène vers la foreuse de Vigoro et ils partent pour trouver la base de la guilde des pirates sous terre. Cobra combat les engins de la guilde des pirates et les suit à leur base. Il trouve Yoko parmi d'autres femmes dans une caverne menant à l'usine de la guilde des pirates qui utilise un filon de minerai pour fabriquer une drogue très puissante. Il sabote l'usine et s'échappe avec Yoko et Ferraillus.

## Épisode 23:Menace sous la mer
- Titre original : La Tombe au fond de l'océan —　海底の墓標 Kaitei no bohyô
- Résumé : Cobra est en vacances avec Dominique près d'un port lorsqu'un navire de croisière est attaqué et coulé. Leur bateau est alors à son tour attaqué par de gros poissons métalliques tirant des torpilles et Dominique est capturée. Cobra est poursuivi par des femmes sous l’eau et après avoir été touché au bras par une flèche empoisonnée, il ne peut plus utiliser son rayon Delta. À terre, les habitants ne lui parlent pas et il est menacé par l’une des pirates. Il la tue à sa place puis s'effondre à cause du poison. Opale, la gardienne du phare, l'emmène dans sa cabane où elle lui explique que la pirate Terrora coule des navires transportant de l'or puis l'emmène dans sa base sous-marine. Cobra détecte qu'Opale est un cyborg, le même type que ceux qui l'ont attaqué, et après un combat rapide, se rend à la base sous-marine de Terrora dans le sous-marin du Psychoroïd. Il entre dans la base et commence sa destruction. Il rencontre la leader Terrora, détruit son corps et sauve Dominique. Terrora, qui n'est qu'une tête robotisée, reçoit un nouveau corps et les poursuit. Cobra la détruit finalement, puis lui et Dominique sont secourus en mer par Armanoïde dans le Psychoroïd.

## Épisode 24:La Révolte des robots
- Titre original : Que diriez-vous d'un robot ? —　ロボットはいかが? Robot wa ikaga ?
- Résumé : En planifiant de voler la banque galactique, Cobra et Armanoïde achètent un petit robot mignon alors qu’ils traversent un bazar. Il a attaché à lui un avant-bras que Cobra retire et abandonne. Après sa recharge, le robot commence à récupérer sa mémoire, y compris qu’il a une mission. Cette nuit-là, l'avant-bras abandonné se transforme en un robot humanoïde. Il génère de la foudre et donne vie aux robots inertes de la décharge. Le matin, le petit robot a disparu et une équipe de cueilleuses de nectar a été assassinée. Leurs robots de collecte de nectar dociles sont devenus aussi meurtriers que tous les robots de la ville. Pendant ce temps, le robot humanoïde est devenu un géant, absorbant d'autres robots dans son corps. Ils retrouvent leur petit robot qui explique que les robots sont contrôlés par Zaval 0 qui était son prisonnier. Zaval 0 a été créé par une planète en guerre pour contrôler des robots et tuer des humains. Il est indestructible. Le petit robot utilise la seule arme qui soit efficace contre lui et inverse le temps. Revenu dans le passé, Cobra voit le petit robot dans le bazar mais ne l’achète pas.

## Épisode 25:Cobra est mort
- Titre original : Cobra est mort ? —　コブラが死んだ!? Cobra ga shinda !?
- Résumé : Cobra vole à la guide des pirates 30 000 diamants puis se dirige vers la planète Lark pour se cacher dans un entrepôt. Pendant que Cobra effectue un bilan de santé avec son médecin, des cyborgs sur patins à roulettes magnétiques capturent Armanoïde. Le fabricant d'armes Brian Reed demande le retour des diamants en échange. Cobra tente de pénétrer dans son quartier général mais il est capturé. La femme qui lui a indiqué l'emplacement est morte congelée dans une fosse d'azote liquide. Lorsque Reed menace de tuer Armanoïde, Cobra divulgue l'emplacement des diamants et accuse Reed de les avoir volés. Les hommes de Reed récupèrent les diamants, mais quand Cobra est libéré, ils le poussent dans le bassin d'azote liquide. En tombant, il libère Armanoïde qui tire sur les hommes de Reed puis porte Cobra congelé chez son médecin. Les hommes de Reed les suivent et les attaquent. Armanoïde les retient pendant que le médecin s'envole dans sa chirurgie mobile. Quand il devient submergé par les hommes de Reed, Cobra se réveille et les abat. Il va chercher Reed sur une planche à roulettes à réaction et attaque son camion, éliminant les cyborgs il récupère finalement les diamants.

## Épisode 26:En pleine guerre
- Titre original : Au-delà du feu de la guerre —　戦火の彼方に Senka no kanata ni
- Résumé : Dans la zone neutre d'une planète déchirée entre deux camps, les recruteurs des deux factions ennemies tentent de recruter des étrangers pour leurs troupes. Cobra profite de la confusion pour récupérer une mallette contenant des bijoux royaux. Pendant ce temps, une bataille fait rage entre les deux forces et il trouve un enfant avec un grand-père mourant piégé sous les décombres. Cobra accepte d'amener l'enfant au port spatial. Ils sont capturés par quatre survivants sous la direction du lieutenant Sheila. Cobra dit qu'il est Johnson, un scientifique qui mène des recherches historiques. Dans une lutte, la mallette est ouverte montrant les rubis royaux nationaux. Les troupes acceptent d’escorter Cobra et l’enfant jusqu’au port spatial, à 200 km à travers le désert, en échange d’une partie du trésor. En chemin, ils soupçonnent l'un des membres du groupe d'être un espion. Avec la défiance et les attaques, seuls le lieutenant Sheila, Cobra et l'enfant arrivent à la périphérie du port spatial. Le lieutenant Shella se révèle être l'espionne, mais Cobra la trompe en lui faisant tirer dessus par des coléoptères sensibles à la lumière. Cobra laisse l'enfant avec les rubis royaux au port spatial attendant d'être ramassé par sa mère. Cobra repart les mains vides.

## Arc « Salamandar »

### Épisode 27:Salamandar
- Titre original : L'Empereur du mal, Salamander ! —　悪の帝王!　サラマンダー Aku no teiô ! Salamandar
- Résumé : Ayant la crainte que quelqu'un la surveille, Dominique appelle Cobra. Ils se donnent rendez-vous à l'hôtel Marka sur la planète Marbel. Avant l'arrivée de Cobra, Dominique est capturée par Salamandar, un personnage aux pouvoirs étranges. Cobra, arrivé sur la planète, est suivi par des assassins de la guilde des pirates. Débarrassé des gêneurs mais préoccupé par Dominique, il se rend à l'hôtel, mais ne trouve que la peau de son dos avec le tatouage au papillon. Plein de remords et se sentant responsable de sa mort, il part se confronter avec la guilde. Celle-ci tente de le tuer en faisant exploser la chambre de Dominique, puis d’assassiner Armanoïde en lui livrant une bombe. Elle est gravement endommagée et confiée au professeur Maseron. Cobra soupçonne que quelqu'un dans la patrouille de la Galaxie travaille pour la guilde. Un informateur lui révèle que la chambre a été truffée de micros par Karzal, un membre de la patrouille de la Galaxie qui a un blaster dans son bras droit. Cobra lui tend un piège et détruit le blaster de Karzal. Ils se battent puis Karzal lui révèle que c'est Salamandar qui lui donne ses ordres et qu'il est basé sur la planète Berrine. Salamandar est l'amiral des forces de la guilde des pirates et commande plus de mille navires. Cobra tue alors Karzal d'un seul coup de poing puis jure de se venger.

### Épisode 28:La Revanche de Cobra
- Titre original : La Vengeance de Cobra —　コブラ怒りの報復へ Cobra ikari no hôfuku e
- Résumé : Dans un bar d’un avant-poste éloigné, une fusillade se produit au cours d’un jeu de cartes. Cobra défie le survivant, Canos, mais ils se révèlent être de vieux amis. Ensemble, ils déjouent un piège de la guilde en utilisant les compétences de changement de forme de Canos. Cobra le recrute et prévoit d'en retrouver deux autres, Palmas et Cargou, pour se venger de Salamandar. Palmas est actuellement en prison alors ils doivent le libérer. Déguisé en garde, Canos prend Cobra comme prisonnier, mais soupçonne rapidement que Salamandar est conscient de leur présence. Un autre prisonnier tente de tuer Cobra en le précipitant dans la toile d'une araignée géante, mais il est sauvé par Palmas. Démasqué, Canos est attrapé et contraint par la guilde des pirates de tuer ses amis en leur inoculant la peste, mais en fait il les libère. Ils se vont ensuite retrouver Cargou.

### Épisode 29:Les Retrouvailles
- Titre original : L'Homme du pôle Nord au sang chaud —　極北の男・熱き血よ Kyokuhoku no otoko – Atsuki chi yo
- Résumé : Cobra, Canos et Palmas arrivent au laboratoire polaire de Cargou. Plus tôt, Cargou a été capturé par les forces de Salamandar qui ont préparé un piège. Le véhicule de Cobra est attaqué et détruit par des machines de guerre. Seul ce qui semble être le corps sans vie de Cobra est retrouvé. Resté seul, le corps se transforme en Canos. Cargou a reconnu Canos à travers son déguisement avec ses compétences améliorées de vision, audition et odorat. Cependant, Cargou est content de sa vie sur Neptura avec sa partenaire Elsa et refuse de les rejoindre dans leur mission. Après les avoir quittés, son navire est attaqué par un blindé de Salamandar et Elsa est tuée. Cobra vient à la rescousse et arrête le tank. Avec Elsa morte, Cargou décide de rejoindre Cobra et les autres pour se venger de Salamandar.

### Épisode 30:Tous contre Salamandar
- Titre original : Comment tuer Salamander —　サラマンダーを　倒す法 Salamandar wo taosu hô
- Résumé : Cobra et son équipe attaquent le manoir du chef de la guilde des pirates, El Rodes, fabricant et distributeur de drogue Rodo. L’équipe élimine ses hommes de main, Canos prend son apparence et ils infiltrent la réunion annuelle de la guilde dans une station de casino, où Cobra espère trouver Salamandar. Cobra couvre son visage de pansements pour ne pas être reconnu, et une fois à l'intérieur, il est surpris de voir combien de fonctionnaires sont membres de la guilde. Cobra apprend que Salamandar est dans la salle isolée dans l'observatoire. Il y a accès, mais Cargou détecte que Salamandar est protégé par une barrière invisible. Cobra apprend que le lutteur préféré de Salamandar, El Skyman, le champion poids lourd de la galaxie, va se battre, alors Cobra lui tend une embuscade et se fait passer pour lui. Son adversaire est Katanga, empereur du catch Underground. Le match est truqué pour que El Skyman gagne, mais Cobra rend Katanga furieux et ça se transforme en un vrai match. Cobra est presque battu. L'excitation fait sortir Salamandar de la barrière de protection, Cobra en profite pour lui tirer dessus avec son rayon Delta. Cobra et ses trois amis repartent, se félicitant du succès de leur mission.

### Épisode 31:À bientôt Cobra…
- Titre original : Adieu, mon Cobra ! —　あばよ!　おれのコブラ Abayo ! Ore no Cobra
- Résumé : Cargou retourne sur sa planète gelée, mais il est attaqué et tué par Salamandar. La même chose arrive à Palmas dans un bar puis à Canos qui est dans un train avec Cobra. En sortant de sa chambre, Cobra pense voir Dominique, mais elle lui dit être Murielle Laramba, gourou de la secte Rada. Cobra, maintenant plus vindicatif que jamais, se dirige vers la planète Valentine de Salamandar et le sanctuaire Rada. Arrivant au sanctuaire, il est accueilli par Murielle ; la mise en orbite d'une énorme statue de la déesse Shido, symbole de paix et de liberté, est imminente. Attaqués par des hommes de Salamandar déguisés, ils se rendent au centre de contrôle où ils trouvent l'archevêque se préparant au lancement. La statue de la déesse est en fait un satellite de la mort, qui permettra à la guilde de mettre la galaxie sous son joug. Quand Salamandar commence à programmer la statue de Shido, Cobra essaye de le combattre, mais échoue car celui-ci est en fait un être énergétique. Cobra reprogramme le système afin qu'il s'autodétruise, et attaque l'entité se cachant derrière Salamandar. Il découvre un humain mort qui rêvait de faire du plan de la Guilde, vieux de 3000 ans, une réalité. Avec la destruction de Salamandar, la conscience de Dominique revient, sans souvenir de Murielle. Pendant ce temps, le professeur Maseron a remis sur pied Armanoïde.